# Йоуко Саломякі
Йоуко Юханнес «Йокке» Саломякі (фін. Jouko Johannes "Jokke" Salomäki; нар. 26 серпня 1962, Каугайокі, Західна Фінляндія, Південна Пог'янмаа) — фінський борець греко-римського стилю, чемпіон та бронзовий призер чемпіонатів світу, срібний та бронзовий призер чемпіонатів Європи, дворазовий чемпіон та триразовий срібний призер Північних чемпіонатів, чемпіон Олімпійських ігор.

## Життєпис
Боротьбою почав займатися з 1970 року в Каугайокі. У 1982 році став чемпіоном Європи серед молоді.
Виступав за спортивний клуб «Нурмон Джимі».
Вершиною спортивної кар'єри Саломякі став 1984 рік, коли він виграв олімпійське золото з греко-римської боротьби на Іграх в Лос-Анджелесі. Відтоді жоден фінський борець не святкував олімпійську перемогу. Хоча ігри бойкотували кілька країн на чолі з Радянським Союзом, рівень був високим. Наприклад, у ваговій категорії Саломякі до 74 кг був присутній чинний чемпіон Європи швед Роджер Таллрот, якого Йоуко Саломякі здолав у фіналі з рахунком 5:4. Багаторазовий чемпіон світу, чемпіон Європи та олімпійський чемпіон румун Стефан Русу також виступав у категорії Саломякі та посів третє місце. Його Йокке здолав у фіналі підгрупи рішенням суддів за рахунку 0:0. На Олімпіаді Йоуко Саломякі довелося боротися з двома зламаними ребрами та одним переломом, зокрема й у фіналі. Саломякі приховував це від усіх. Лише перед фіналом Олімпіади Йоуко Саломякі повідомив лікарю команди про зламане ребро і той знеболив йому спину. Після Ігор Йоуко переніс операцію. Через три роки після здобуття олімпійського золота Саломякі виграв чемпіонат світу 1987 року в Клермон-Ферран (Франція).

### Родина
Всі його брати теж боролися. Один з них — Ярі Саломякі вигравав Північний чемпіонат серед юніорів, багаторазовий призер Північного чемпіонату серед дорослих, на чемпіонаті світу 1987 року, де Йоуко став чемпіоном у ваговій категорії до 74 кг, Ярі увійшов до п'ятірки найкращих у ваговій категорії до 82 кг.
У Саломякі дев'ятеро дітей. Наймолодша з них народилася у 2008 році. 21 квітня 2022 у віці 25 років року помер другий наймолодший з шести синів Йоуко — Алексантер.

## Спортивні результати на міжнародних змаганнях

### Виступи на Олімпіадах
| Змагання                    | Збірна    | Вагова категорія                 | Місце  |
| --------------------------- | --------- | -------------------------------- | ------ |
| Літні Олімпійські ігри 1984 | Фінляндія | греко-римська боротьба, до 74 кг | Золото |

### Виступи на Чемпіонатах світу
| Змагання                        | Збірна    | Вагова категорія                 | Місце  |
| ------------------------------- | --------- | -------------------------------- | ------ |
| Чемпіонат світу з боротьби 1985 | Фінляндія | греко-римська боротьба, до 74 кг | Бронза |
| Чемпіонат світу з боротьби 1987 | Фінляндія | греко-римська боротьба, до 74 кг | Золото |

### Виступи на Чемпіонатах Європи
| Змагання                         | Збірна    | Вагова категорія                 | Місце  |
| -------------------------------- | --------- | -------------------------------- | ------ |
| Чемпіонат Європи з боротьби 1981 | Фінляндія | греко-римська боротьба, до 74 кг | 9      |
| Чемпіонат Європи з боротьби 1984 | Фінляндія | греко-римська боротьба, до 74 кг | 5      |
| Чемпіонат Європи з боротьби 1985 | Фінляндія | греко-римська боротьба, до 74 кг | 4      |
| Чемпіонат Європи з боротьби 1986 | Фінляндія | греко-римська боротьба, до 74 кг | Бронза |
| Чемпіонат Європи з боротьби 1987 | Фінляндія | греко-римська боротьба, до 74 кг | Срібло |
| Чемпіонат Європи з боротьби 1989 | Фінляндія | греко-римська боротьба, до 74 кг | 6      |

### Виступи на Північних чемпіонатах
| Змагання                            | Збірна    | Вагова категорія                 | Місце  |
| ----------------------------------- | --------- | -------------------------------- | ------ |
| Північний чемпіонат з боротьби 1977 | Фінляндія | греко-римська боротьба, до 52 кг | Срібло |
| Північний чемпіонат з боротьби 1982 | Фінляндія | греко-римська боротьба, до 74 кг | Золото |
| Північний чемпіонат з боротьби 1984 | Фінляндія | греко-римська боротьба, до 74 кг | Золото |
| Північний чемпіонат з боротьби 1985 | Фінляндія | греко-римська боротьба, до 74 кг | Срібло |
| Північний чемпіонат з боротьби 1986 | Фінляндія | греко-римська боротьба, до 74 кг | Срібло |

### Виступи на інших змаганнях
| Змагання                             | Збірна    | Вагова категорія                 | Місце  |
| ------------------------------------ | --------- | -------------------------------- | ------ |
| Суперчемпіонат світу з боротьби 1985 | Фінляндія | греко-римська боротьба, до 74 кг | Срібло |
| Гала гран-прі FILA 1987              | Фінляндія | греко-римська боротьба, до 74 кг | Срібло |
| Гран-прі Німеччини з боротьби 1990   | Фінляндія | греко-римська боротьба, до 82 кг | 5      |

### Виступи на змаганнях молодших вікових груп
| Змагання                                          | Збірна    | Вагова категорія                 | Місце  |
| ------------------------------------------------- | --------- | -------------------------------- | ------ |
| Північний чемпіонат з боротьби серед юніорів 1977 | Фінляндія | греко-римська боротьба, до 52 кг | Срібло |
| Північний чемпіонат з боротьби серед юніорів 1978 | Фінляндія | греко-римська боротьба, до 57 кг | Срібло |
| Північний чемпіонат з боротьби серед юніорів 1980 | Фінляндія | греко-римська боротьба, до 74 кг | Срібло |
| Північний чемпіонат з боротьби серед юніорів 1981 | Фінляндія | греко-римська боротьба, до 74 кг | Золото |
| Північний чемпіонат з боротьби серед юніорів 1982 | Фінляндія | греко-римська боротьба, до 74 кг | Золото |
| Чемпіонат Європи з боротьби серед молоді 1982     | Фінляндія | греко-римська боротьба, до 74 кг | Золото |